# Valentin Raicev
Valentin Raicev (în bulgară Валентин Райчев; n. 20 septembrie 1958, Sofia, Republica Populară Bulgaria) este un luptător ce a reprezentat Bulgaria, medaliat olimpic. A participat la o ediție a Jocurilor Olimpice (1980) în care a câștigat o medalie de aur.

## Participări
Lista de mai jos prezintă principalele competiții la care a participat Valentin Raicev de-a lungul carierei.
- wrestling at the 1980 Summer Olympics – men's freestyle 74 kg[*]